# Death to False Metal
Death to False Metal és el novè àlbum d'estudi de la banda estatunidenca de rock alternatiu Weezer. Es va publicar el 2 de novembre de 2010 per Geffen Records amb la producció del mateix grup, Rick Rubin i Shawn Everett. Presenta diverses cançons no publicades prèviament de tota la carrera de Weezer. Fou llançat simultàniament amb una edició deluxe del segon àlbum del grup, Pinkerton (1996), i posteriorment també una edició en vinil.
Inicialment, a mitjan 2008, el grup va començar a parlar de l'àlbum Odds and Ends que contenia grans cançons, però per diversos motius no van enregistrar-lo per publicar-lo. Cuomo va considerar posteriorment treure'l com una compilació de rareses però finalment van decidir llançar-lo com el novè àlbum d'estudi. A iTunes van posar a disposició dels usuaris la cançó «Mykel & Carli», una versió diferent de la llançada com a cara-B del senzill «Undone – The Sweater Song» l'any 1994. La primera cançó del disc, «Turning Up the Radio», és producte del projecte de composició creat per Cuomo a YouTube anomenat Let's Write a Sawng, on la gent afegia les seves idees lliurement en quan a lletres, acords i melodies de forma col·laborativa. El resultat fou una co-creació que va involucrar disset persones.
La portada del senzill imita un tractat religiós dels Testimonis de Jehovà sobre un planeta Terra perfecte.

## Llista de cançons
Edició estàndard
Totes les cançons foren escrites i compostes per Rivers Cuomo, excepte les indicades. 
| Núm.          | Títol                                                            | Composició           | Durada |
| ------------- | ---------------------------------------------------------------- | -------------------- | ------ |
| 1.            | «Turning Up the Radio»                                           |                      | 3:37   |
| 2.            | «I Don't Want Your Loving»                                       | Cuomo, Bell, Shriner | 3:03   |
| 3.            | «Blowin' My Stack»                                               |                      | 3:44   |
| 4.            | «Losing My Mind»                                                 |                      | 4:02   |
| 5.            | «Everyone»                                                       |                      | 2:49   |
| 6.            | «I'm a Robot»                                                    |                      | 2:31   |
| 7.            | «Trampoline»                                                     |                      | 2:45   |
| 8.            | «The Odd Couple»                                                 |                      | 3:07   |
| 9.            | «Autopilot»                                                      |                      | 2:57   |
| 10.           | «Un-Break My Heart» (interpretada originalment per Toni Braxton) |                      | 4:11   |
| Durada total: | Durada total:                                                    | Durada total:        | 32:52  |

Cançons bonus de l'edició japonesa
| Núm. | Títol           | Composició | Durada |
| ---- | --------------- | ---------- | ------ |
| 11.  | «Yellow Camaro» | Bell       | 1:54   |
| 12.  | «Outta Here»    |            | 2:34   |

Cançons bonus iTunes
| Núm. | Títol           | Durada |
| ---- | --------------- | ------ |
| 11.  | «Mykel & Carli» | 3:14   |